# Kloster Dadiwank

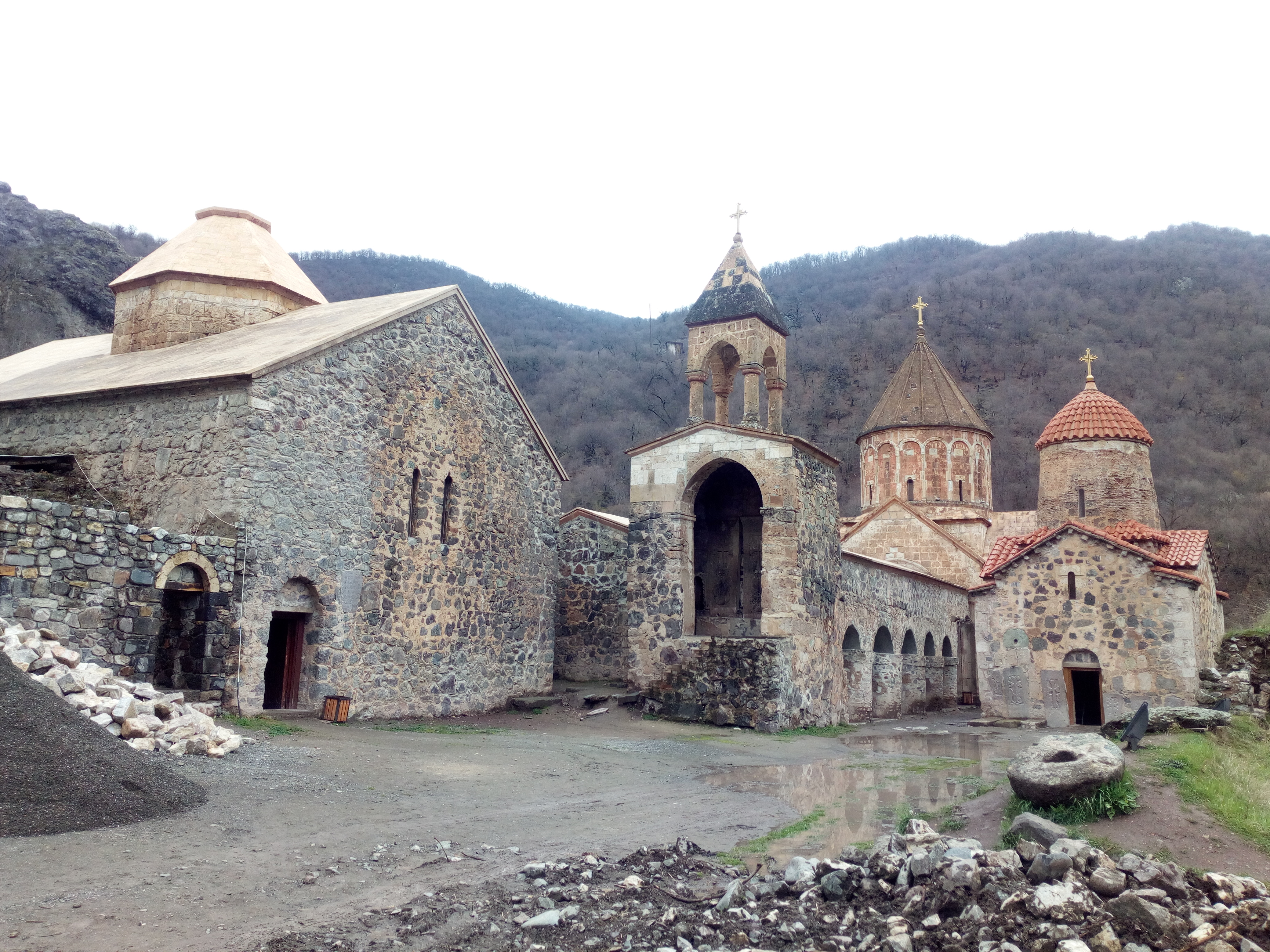
Kloster Dadiwank. Zustand um 2019

Dadiwank (armenisch Դադիվանք, auch Խութավանք Khutavank bzw. Chotawank „Kloster auf dem Hügel“; aserbaidschanisch Xudavəng Monastırı) ist ein Kloster und ein hoher Kultort der Armenisch-Apostolischen Kirche mit kunstvoll verzierten mittelalterlichen Gebäuden in dem Dorf Vəng im aserbaidschanischen Bezirk Kəlbəcər. Der Baukomplex bildet ein Hauptwerk der armenischen Architektur des Mittelalters.

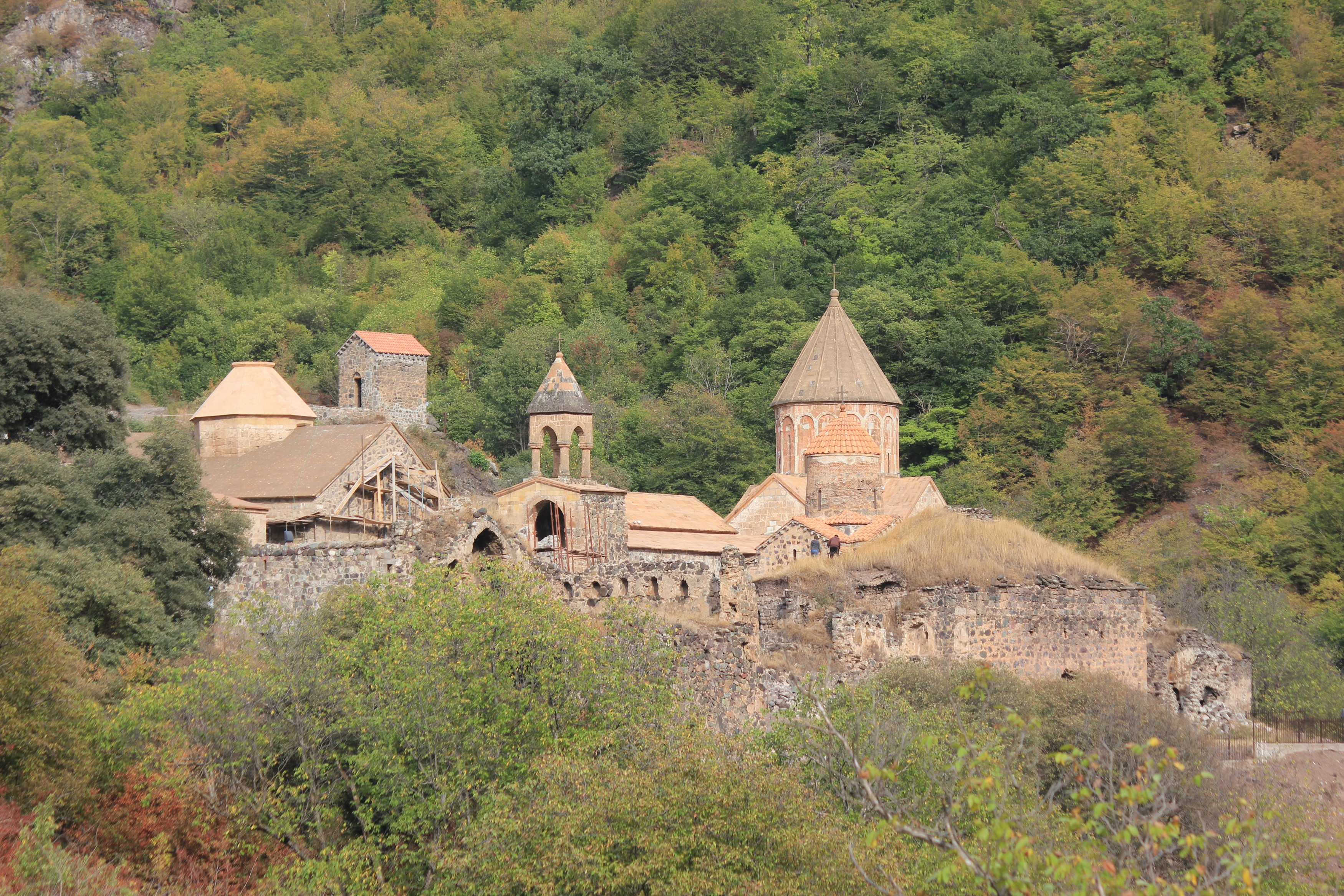
Ansicht von der Talseite

Das Kloster befindet sich in einem waldreichen Gebiet am Südrand des Murovdağgebirges, 1,5 Kilometer nördlich des Flusses Tartar, etwa 50 Kilometer nordwestlich von Stepanakert und 150 Kilometer östlich von Erewan. Die Hauptkirche, die unter dem Patrozinium der heiligen Muttergottes (armenisch: Surb Astvatsatsin) steht, entstand um 1214 und diente später auch als Kathedrale einer armenischen Kirchenprovinz.
Die Region mit dem Tal von Dadiwank gelangte während des Bergkarabachkonflikts de facto an die international nicht anerkannte armenische Republik Bergkarabach (seit 2017 Republik Arzach) und lag in deren Bezirk Schahumjan. Seit dem Krieg um Bergkarabach 2020 steht es wieder unter der Hoheit Aserbaidschans, wird aber von russischen Friedenstruppen geschützt.

## Geschichte

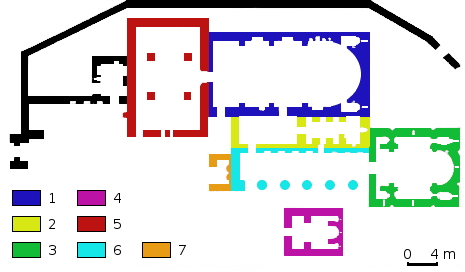
Übersichtsplan der Klosteranlage:
1. „Alte Kirche“
2. Kleine Basilika (älteste Kirche?)
3. Kathedrale
4. Hassankirche
5. Vorhalle und Kapelle
6. Narthex der Kathedrale
7. Glockenturm

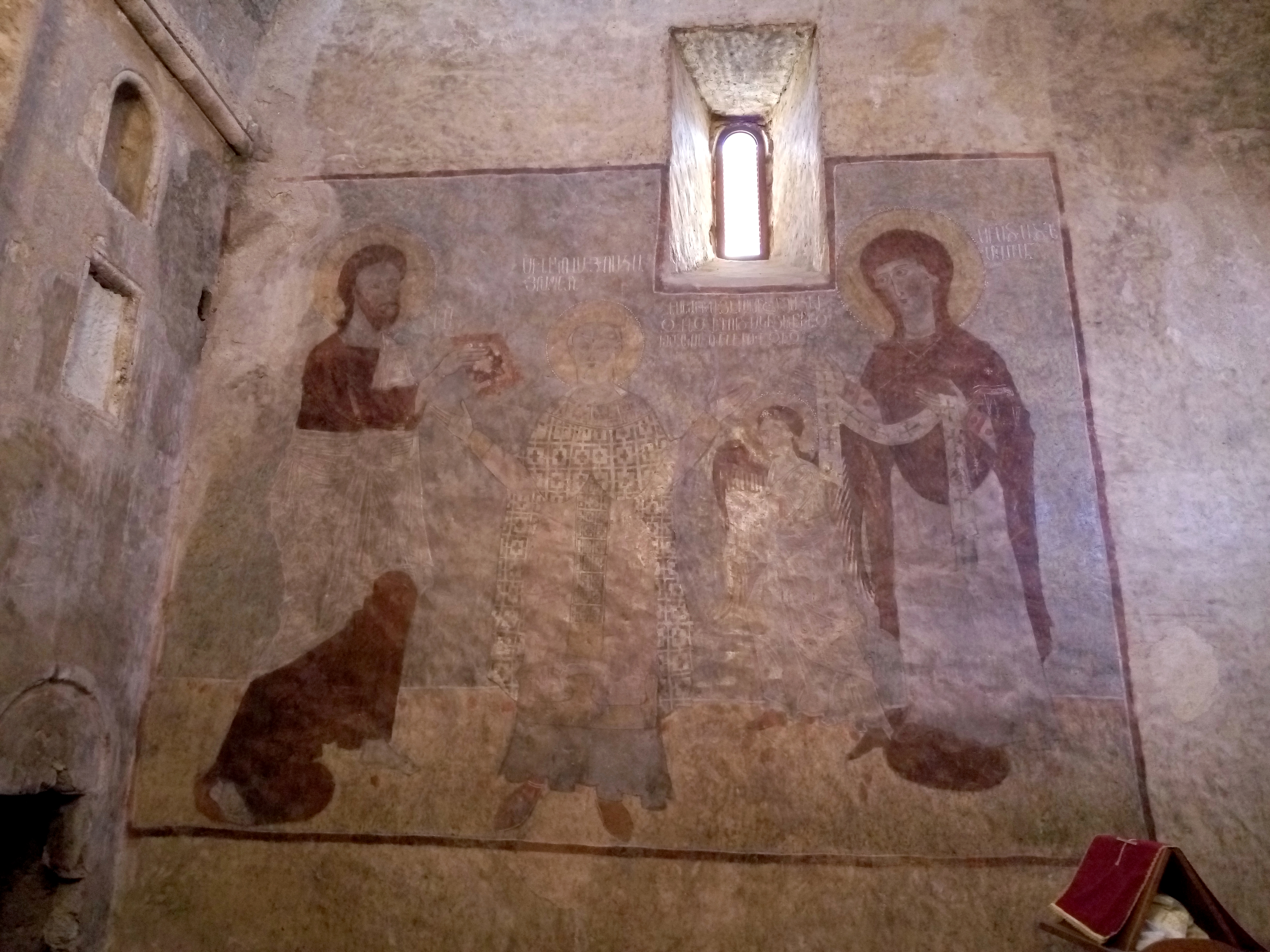
Wandmalerei

Gemäß der Legende bestand eine religiöse Siedlung schon in der Spätantike an der Stelle des heutigen Klosters, nachdem der Heilige Dad, ein Schüler des Apostels Judas Thaddäus, im ersten nachchristlichen Jahrhundert in dessen Gefolge nach Armenien gekommen war, um das Christentum zu verkünden, und dort als christlicher Märtyrer gestorben war. Bei Untersuchungen im Jahr 2007 fand man in einer der Kirchen im Klosterareal ein Grab, das man als jenes des Missionars Dad interpretiert. Zum Gedächtnis an diesen frühen armenischen Heiligen entstand an dieser Stelle – wohl während der Christianisierung Armeniens zu Beginn des 4. Jahrhunderts – eine Memorialkapelle; von dieser erhielt das Kloster, das erstmals in Dokumenten aus dem 9. Jahrhundert erwähnt wird, sein Patrozinium. Nach der Eroberung Südkaukasiens durch die Seldschuken wurde das Kloster im 12. Jahrhundert zerstört. Doch schon im Verlauf des 13. Jahrhunderts erlebte es eine neue Blütezeit. Der große armenische Schriftsteller und Rechtsgelehrte Mkhitar Gosh soll um 1200 hier gelebt haben, wohl bevor er das Kloster Nor-Getik wieder aufbaute, das heute Goschawank heißt.
Die Hauptkirche von Dadiwank diente seit dem 13. Jahrhundert als Kathedrale des Kirchenbezirks von Arzach. In der Vorhalle (auf dem Plan Nr. 5) der zweiten Klosterkirche befinden sich die Grabstätten mehrerer armenischer Fürsten von Chatschen aus dem Mittelalter. Seit dem 18. Jahrhundert stand das Gebiet unter der Herrschaft des türkischen Khanats Karabach, seit dem 19. Jahrhundert lag es in der russischen Provinz Karabach und seit 1922 in der Aserbaidschanischen Sozialistischen Sowjetrepublik, knapp außerhalb der Grenze der damaligen Autonomen Oblast Bergkarabach. Die armenischen Bewohner hatten die Region seit dem 18. Jahrhundert größtenteils verlassen und türkischstämmigen und kurdischen Siedlern Platz gemacht, und seither fiel das Kloster zunehmend dem Zerfall anheim. Erzbischof Sargis Jalalyans schrieb in der Mitte des 19. Jahrhunderts, das aufgegebene Kloster sei zu einem Räuberversteck und Viehstall geworden.

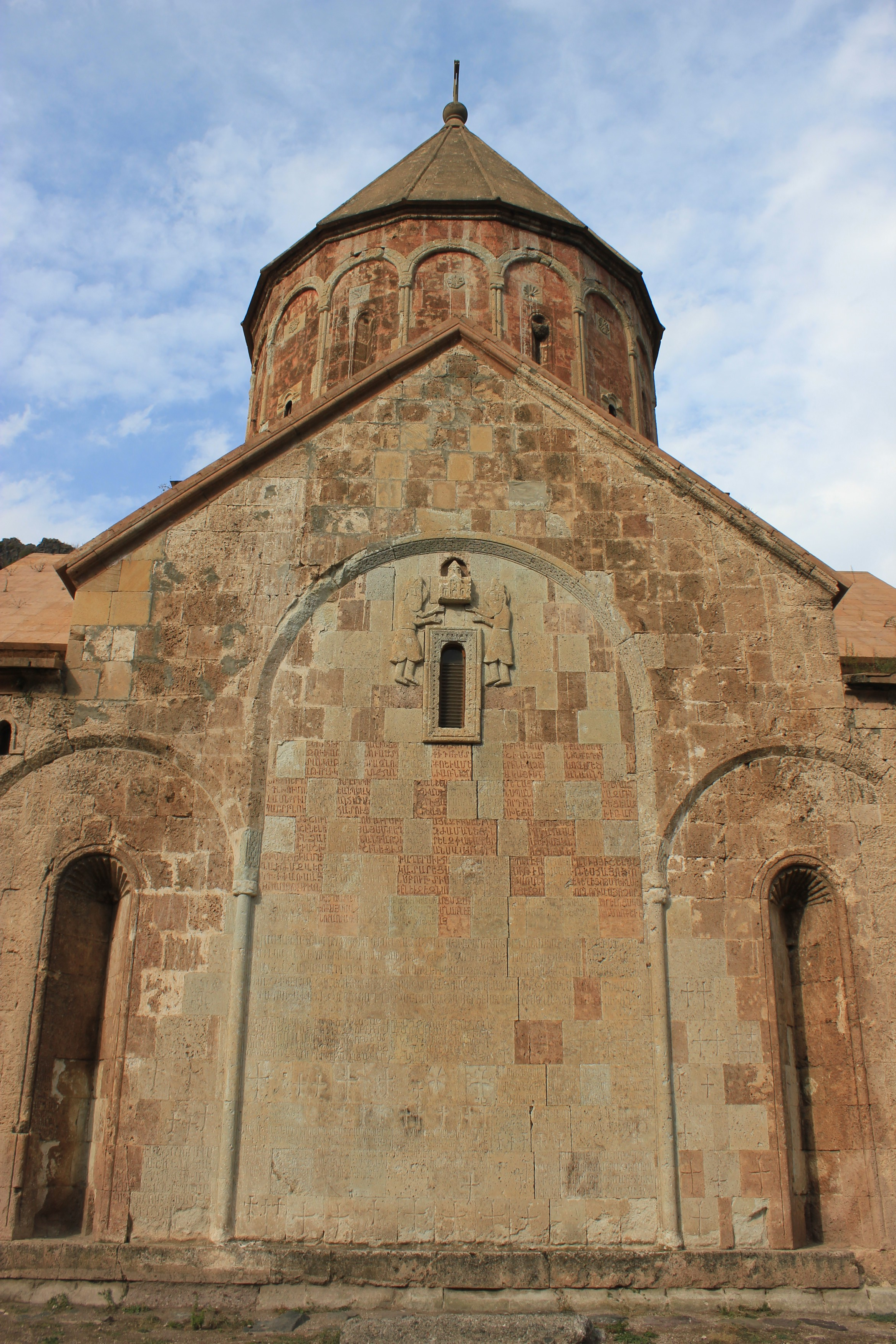
Mauerbogen an der Südfassade der Kathedrale mit Relief und monumentaler Inschrift

Als während des Bergkarabachkonflikts von 1993 und 1994 die Gegend wieder unter armenische Kontrolle gelangt war und die aserbaidschanische Bevölkerung abwandern musste, wurde das stark beschädigte Kloster Dadiwank im Jahr 1994 wieder errichtet und neu geweiht; es galt bis zum Bergkarabachkrieg im Herbst 2020 als ein religiöses Zentrum der Diözese Arzach der Armenisch-Apostolischen Kirche. Als ein bedeutendes nationales Kulturdenkmal entfaltete es eine große Anziehungskraft auf armenische Christen und auch auf andere Besucher der Region des Kleinen Kaukasus. Gemäß dem von Russland zwischen Armenien und Aserbaidschan vermittelten Waffenstillstand vom 9. November 2020 kam das Gebiet mit dem Kloster ab November 2020 wieder unter aserbaidschanische Verwaltung. Kurz zuvor verließ die armenische Bevölkerung die Gegend und im November 2020 unternahmen zahlreiche Personen aus Armenien nochmals eine Pilgerreise zum alten Wallfahrtsort der armenischen Kirche mit dem Grab des heiligen Dad. Die historischen Kirchenglocken wurden abgehängt und mit weiterem beweglichem Kulturgut des Klosters zum Abtransport nach Armenien vorbereitet.
Durch das Waffenstillstandsabkommen waren fortan die zwischen dem armenischen und dem aserbaidschanischen Territorium stationierten russischen Friedenstruppen für den Schutz des bedeutenden historischen Klosters verantwortlich.

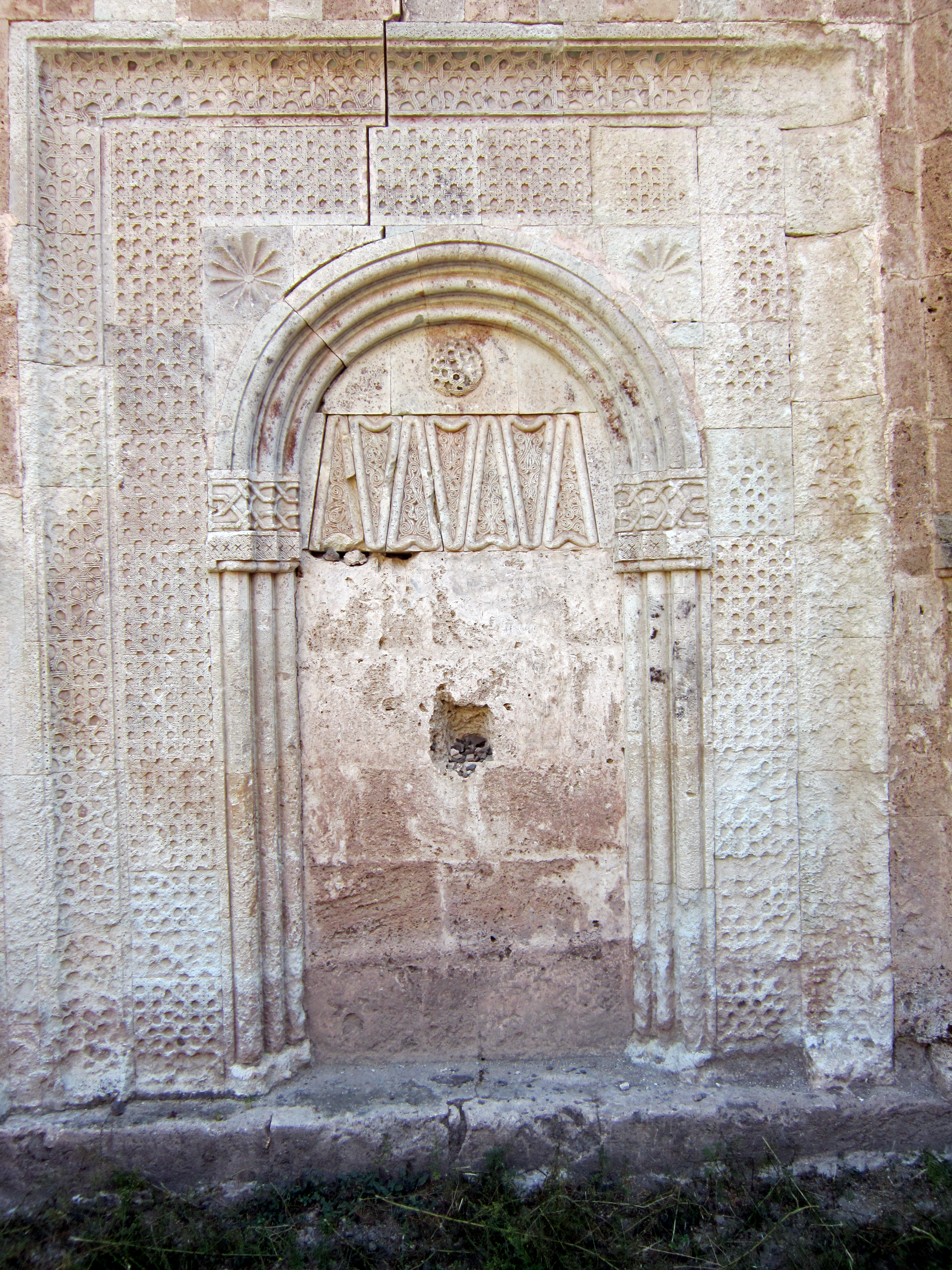
Zugemauertes nördliches Seitenportal der Kathedrale

Nachdem im Bergkarabachkrieg historische Monumente wie das nahe von Dadiwank gelegene mittelalterliche Surb-Astwazazin-Kloster von aserbaidschanischer Seite schwer beschädigt worden waren, bestand eine Gefahr des Vandalismus auch für das Dadkloster. Wie der Sender Radio Armenien meldete, ermahnte der World Monuments Fund die Konfliktparteien, die Kulturdenkmäler in der Region Bergkarabach zu verschonen. In einer gemeinsamen Erklärung vom 12. November 2020 riefen Wissenschaftler aus mehreren Ländern dazu auf, das Kloster Dadiwank und andere bedeutende Monumenten im Kriegsgebiet vor der Zerstörung zu bewahren. Armenische Pilger können unter Schutz der russischen Friedenstruppen das Kloster besuchen. Dies steht jedoch unter dem Vorbehalt aserbaidschanischer Zustimmung, die nicht immer erteilt wird.

## Architektur
Im 19. Jahrhundert setzen Forschungsberichte über das Kloster Dadiwank ein. Armenische Archäologen beschrieben gelegentlich die Anlage, besonders seit sie nach 1993 wieder besser zugänglich war. Seit den 1990er Jahren wurde ein Teil der Gebäude und die Bauornamentik mit Unterstützung durch Personen aus der armenischen Diaspora baugeschichtlich untersucht und unter Mithilfe von Fachleuten aus Italien und Belgien restauriert. Der Baukomplex ist bislang nicht umfassend dokumentiert, weshalb die Chronologie der Anlage nicht sicher geklärt ist.
Die vielteilige Gebäudegruppe des Klosters besteht aus der sogenannten „alten Kirche“ im Norden mit einer großen Vorhalle, der Hauptkirche und Kathedrale Surb Astvatsatsin, die der Gottesmutter geweiht ist, einer kleinen, „Basilika“ genannten Kirche zwischen den beiden größeren Kirchen, einer Kapelle und weiteren Nebengebäuden. In der näheren Umgebung befinden sich verschiedene, offenbar nicht näher untersuchte Ruinen und Überreste mehrere Häuser und Kapellen. Beobachtungen am Mauerwerk legen es nahe, dass die kleine „Basilika“ im Zentrum der Baugruppe und neben alten Klosterfriedhof die älteste Kirche auf dem Platz sein dürfte. Um den Raum für die größere Kirche auf der Nordseite zu gewinnen, musste dort das ansteigende Gelände abgetragen werden; zudem fehlen das Gewölbe und das Dach dieses Bauwerks und man hat vermutet, dass es seit der Bauzeit im 13. Jahrhundert unvollendet blieb.

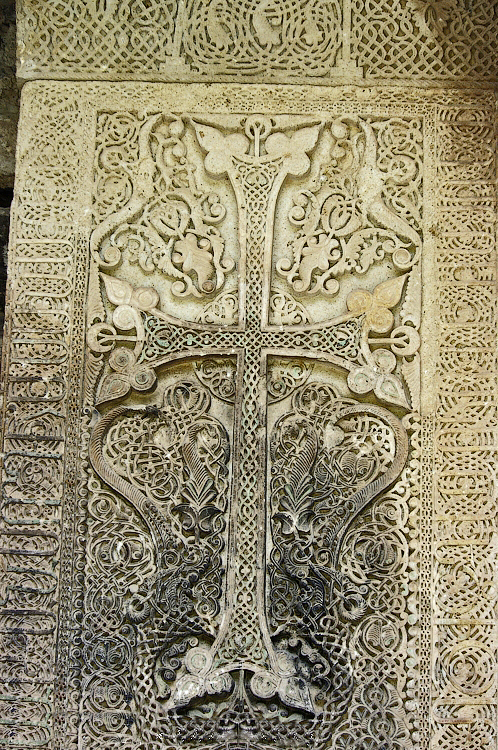
Kreuzrelief in Dadiwank

An den Sakralgebäuden sind zahlreiche Elemente mittelalterlicher Bauornamentik, Fresken und Inschriften erhalten. Eine Skulpturengruppe mit Stifterbildern sowie eine große Inschrift bezeugen die Entstehung der Kathedrale aufgrund einer Stiftung von Arzu Khatun, der Frau des Fürsten Aterk Vakthang, aus dem Jahr 1214. Einem mittelalterlichen Manuskript zufolge hat Arzu Khatun mit ihren beiden Töchtern selbst die Altardecken für die Kirche angefertigt. Im Bogengang vor der Kathedrale und im übrigen Klosterareal befinden sich eine Gruppe von Steinplatten mit reich verzierten armenischen Kreuzreliefs des Typs Chatschkar und andere Gedenksteine mit Ornamenten.
Der Glockenturm vor dem Eingang zum Säulengang vor der Kathedrale entstand im 13. Jahrhundert unter Bischof Sargis.
In der Umgebung der noch bestehenden Klostergebäude lag einst ein ausgedehnter Klostergarten. Die Landschaft ist seit langem verwildert und von Gebüsch und Bäumen überwuchert.